# Cáscara sagrada
A cáscara sagrada (Rhamnus purshiana), também conhecida por californian buckthorn, é uma planta medicinal, originária da floresta de coníferas do noroeste da América do Norte. Tem propriedades laxativas devido aos compostos antraquinônicos presentes na planta, devido a esta razão é indicada nos casos de obstipação intestinal.
Pode ser encontrada em forma de folhas para chá ou pó, geralmente vendido em cápsulas.
Reacções adversas: Náuseas, diarreia, vómitos, cólicas intestinais, colestase e o seu uso continuado na obstipação crónica pode criar habituação.